# Free Guy
Free Guy – fantastycznonaukowa komedia akcji  z 2021 roku w reżyserii Shawna Levy’ego. Jej scenariusz napisali Matt Lieberman i Zak Penn. Zdjęcia kręcono w stanie Massachusetts.
Free Guy pojawił się w kinach, zarówno w USA jak i w Polsce, 13 sierpnia 2021.

## Fabuła
Urzędnik bankowy niespodziewanie uświadamia sobie, że jest pomniejszą postacią NPC w grze komputerowej i zaczyna kreować własną fabułę. Okazuje się, że swe przebudzenie zawdzięcza programistom Millie i Keysowi. Grozi mu jednak niebezpieczeństwo, gdyż gra ma zostać wyłączona.

## Obsada
źródła:
- Ryan Reynolds jako Guy oraz Dude
- Jodie Comer jako Millie / Molotov Girl
- Lil Rel Howery jako Buddy
- Utkarsh Ambudkar jako Mouser
- Joe Keery jako Walter „Keys” McKeys
- Taika Waititi jako Antwan
- Camille Kostek jako Bombshell

Film zawiera liczne role cameo, m.in. Aleksa Trebeka i Chrisa Evansa.

## Odbiór

### Box office
Free Guy przyniósł w ciągu pierwszych czterech dni wyświetlania w kinach 28,4 mln USD przychodów z biletów. Łącznie zarobił kinach w USA i Kanadzie ponad sto dwadzieścia milionów dolarów, a w pozostałych krajach równowartość ponad dwustu mln USD.

### Reakcja krytyków
Film spotkał się z pozytywną reakcją krytyków. W agregatorze recenzji Rotten Tomatoes 80% z 262 recenzji uznano za pozytywne, a średnia ocen wystawionych na ich podstawie wyniosła 7,0 na 10. Z kolei w agregatorze Metacritic średnia ważona ocen z 50 recenzji wyniosła 62 punkty na 100.